# Lauren Doyle
Lauren Doyle (23 de fevereiro de 1991) é uma jogadora de rugby sevens estadunidense.

## Carreira
Lauren Doyle integrou o elenco da Seleção Estadunidense Feminina de Rugbi de Sevens, na Rio 2016, que foi 5º colocada.
Doyle foi nomeada para a equipe feminina de sevens dos Estados Unidos para as Olimpíadas de Verão de 2024 em Paris. Seu time derrotou a Austrália na disputa pela medalha de bronze e ganhou a primeira medalha olímpica dos EUA em sevens.